# Plan B Entertainment
Plan B Entertainment, Inc. — американська кінокомпанія, заснована в листопаді 2001 року Бредом Греєм, Бредом Піттом і Дженніфер Еністон. У 2005 році, після розлучення Пітта і Еністон, Грей став генеральним директором Paramount Pictures, а Пітт став єдиним власником компанії. Багато років головою компанії була Діде Гарднер, але вони з Піттом призначили Джеремі Кляйнера співпрезидентом Гарднера в 2013 році.

## Кінофільми

### 2000-ні
| Рік  | Українська назва                          | Оригінальна назва                                          | Режисер            |
| ---- | ----------------------------------------- | ---------------------------------------------------------- | ------------------ |
| 2004 | Троя                                      | Troy                                                       | Вольфганг Петерсен |
| 2005 | Чарлі і шоколадна фабрика                 | Charlie and the Chocolate Factory                          | Тім Бертон         |
| 2006 | Відступники                               | The Departed                                               | Мартін Скорсезе    |
| 2006 | На гострій грані                          | Running with Scissors                                      | Раян Мерфі         |
| 2007 | Рік собаки                                | Year of the Dog                                            | Майк Вайт          |
| 2007 | Її серце                                  | A Mighty Heart                                             | Майкл Вінтерботтом |
| 2007 | Як боязкий Роберт Форд убив Джесі Джеймса | The Assassination of Jesse James by the Coward Robert Ford | Ендрю Домінік      |
| 2009 | Приватне життя Піппи Лі                   | The Private Lives of Pippa Lee                             | Ребекка Міллер     |
| 2009 | Дружина мандрівника в часі                | The Time Traveler's Wife                                   | Роберт Швентке     |

### 2010-ні
| Рік  | Українська назва                     | Оригінальна назва                   | Режисер              |
| ---- | ------------------------------------ | ----------------------------------- | -------------------- |
| 2010 | Пипець                               | Kick-Ass                            | Метью Вон            |
| 2010 | Їсти, молитися, кохати               | Eat, Pray, Love                     | Раян Мерфі           |
| 2011 | Древо життя                          | The Tree of Life                    | Терренс Малік        |
| 2011 | Людина, яка змінила все              | Moneyball                           | Беннетт Міллер       |
| 2012 | Пограбування казино                  | Killing Them Softly                 | Ендрю Домінік        |
| 2013 | Пипець 2                             | Kick-Ass 2                          | Джефф Водлоу         |
| 2013 | Всесвітня війна Z                    | World War Z                         | Марк Форстер         |
| 2013 | 12 років рабства                     | 12 Years a Slave                    | Стів Макквін         |
| 2014 | Сельма                               | Selma                               | Ава Дюверно          |
| 2015 | Правдива історія                     | True Story                          | Руперт Гулд          |
| 2015 | Біля моря                            | By the Sea                          | Анджеліна Джолі      |
| 2015 | Гра на пониження                     | The Big Short                       | Адам Мак-Кей         |
| 2016 | Місячне сяйво                        | Moonlight                           | Баррі Дженкінс       |
| 2016 | Загублене місто Z                    | The Lost City of Z                  | Джеймс Грей          |
| 2016 | Мандрівка часу                       | Voyage of Time                      | Терренс Малік        |
| 2017 | Машина війни                         | War Machine                         | Девід Мішо           |
| 2017 | Окча                                 | 옥자                                | Пон Чжун Хо          |
| 2017 | Статус Бреда                         | Brad's Status                       | Майк Вайт            |
| 2018 | Гарний хлопчик                       | Beautiful Boy                       | Фелікс Ван Грунінген |
| 2018 | Якби Біл-стріт могла заговорити      | If Beale Street Could Talk          | Баррі Дженкінс       |
| 2018 | Влада                                | Vice                                | Адам Мак-Кей         |
| 2019 | Останній чорношкірий у Сан-Франциско | The Last Black Man in San Francisco | Джо Талбот           |
| 2019 | До зірок                             | Ad Astra                            | Джеймс Грей          |
| 2019 | Король                               | The King                            | Девід Мішод          |

### 2020-ті
| Рік  | Українська назва               | Оригінальна назва             | Режисер               |
| ---- | ------------------------------ | ----------------------------- | --------------------- |
| 2020 | Чесний кандидат                | Irresistible                  | Джон Стюарт           |
| 2020 | Каджілліонер                   | Kajillionaire                 | Міранда Джулі         |
| 2020 | Мінарі                         | 미나리                        | Лі Айзек Чан          |
| 2022 | Батько нареченої               | The Father of the Bride       | Гарі Алазракі         |
| 2022 | Білявка                        | Blonde                        | Ендрю Домінік         |
| 2022 | Вона сказала                   | She Said                      | Марія Шредер          |
| 2022 | Говорять жінки                 | Women Talking                 | Сара Поллі            |
| 2023 | Вбивця                         | The Killer                    | Девід Фінчер          |
| 2024 | Боб Марлі: Одне кохання        | Bob Marley: One Love          | Рейнальдо Маркус Грін |
| 2024 | Бітлджюс Бітлджюс              | Beetlejuice Beetlejuice       | Тім Бертон            |
| 2024 | Хлопчаки з «Нікеля»            | Nickel Boys                   | Рамелль Росс          |
| 2024 | Самотні вовки                  | Wolves                        | Джон Воттс            |
| 2025 | Міккі-17                       | Mickey 17                     | Пон Чжун Хо           |
| 2025 | Формула-1                      | F1                            | Джозеф Косинські      |
| 2025 | Підготовка до наступного життя | Preparation for the Next Life | Аттікус Ліш           |
| 2025 | Анемона                        | Anemone                       | Ронан Дей-Льюїс       |
| 2026 | Пригоди Кліффа Бута            | The Adventures of Cliff Booth | Девід Фінчер          |
| 2026 | Серце звіра                    | Heart of the Beast            | Девід Еєр             |

## Телебачення
| Рік       | Українська назва    | Оригінальна назва        | Телемережа   |
| --------- | ------------------- | ------------------------ | ------------ |
| 2014–2015 | Воскресіння         | Resurrection             | ABC          |
| 2014–2016 | Ледар               | Deadbeat                 | Hulu         |
| 2014      | Звичайне серце      | The Normal Heart         | HBO          |
| 2016–2019 | ОА                  | The OA                   | Netflix      |
| 2017–2023 | Ворожнеча           | Feud                     | FX           |
| 2018–2019 | Солодко-гіркий      | Sweetbitter              | Starz        |
| 2020      | Третій день         | The Third Day            | HBO          |
| 2021      | Підпільна залізниця | The Underground Railroad | Amazon Prime |
| 2022–2024 | За межами           | Outer Range              | Amazon Prime |
| 2022      | Старша школа        | High School              | Amazon Prime |
| 2024      | Проблема трьох тіл  | 3 Body Problem           | Netflix      |